# Václav Svěrkoš
Václav Svěrkoš (Třinec, 1 de novembro de 1983) é um futebolista checo que atua como atacante. Atualmente, está sem clube.

## Carreira
Sverkos representou a Seleção Checa de Futebol, na Eurocopa de 2008. 